# Vichy-Sud (tổng)
Tổng Vichy-Sud là một tổng ở tỉnh Allier trong vùng Auvergne-Rhône-Alpes.

## Hành chính
| Giai đoạn | Ủy viên         | Đảng | Tư cách                                                                   |
| --------- | --------------- | ---- | ------------------------------------------------------------------------- |
| 28        | Christian Corne | UMP  | conseiller municipal (1983-) puis adjoint au thị trưởng của Vichy (1989-) |

## Các đơn vị cấp dưới
Tổng Vichy-Sud gồm 1 xã với dân số là 13 521 người (điều tra năm 1999, dân số không tính trùng)
| Xã    | Dân số     | Mã bưu chính | Mã insee |
| ----- | ---------- | ------------ | -------- |
| Vichy | 13 521 (1) | 03200        | 03310    |

(1) một phần của xã.

## Biến động dân số
| 1962                                                     | 1968 | 1975 | 1982 | 1990   | 1999   |
| -------------------------------------------------------- | ---- | ---- | ---- | ------ | ------ |
| -                                                        | -    | -    | -    | 13 521 | 14 417 |
| Nombre retenu à partir de 1962 : dân số không tính trùng |      |      |      |        |        |